# René Pontoni
René Alejandro Pontoni (ur. 18 maja 1920 w Santa Fe, zm. 14 maja 1983 tamże) – piłkarz argentyński, napastnik ligi i reprezentacji Argentyny lat 40. (najlepszy okres futbolu argentyńskiego).
Pontoni swoje pierwsze kroki stawiał w klubie Gimnasia de Santa Fe, ale rozgłos zdobył grając od 1940 roku w barwach Newell’s Old Boys Rosario. Dlatego w wieku 25 lat za sumę 100 tys. pesos przeszedł do San Lorenzo de Almagro Buenos Aires. Trzy lata później, 13 czerwca 1948 roku, podczas meczu z Boca Juniors, doszło do tragicznego w skutkach wydarzenia – w 10 minucie spotkania na La Bombonera obrońca Rodolfo De Zorzi tak brutalnie wszedł wślizgiem w nogi Pontoniego, że doprowadził do skomplikowanego złamania. Uraz udało się wyleczyć, ale Pontoni nigdy już nie wrócił do swej poprzedniej dyspozycji, kończąc karierę w lidze kolumbijskiej (w latach 1949–1952 występował w klubie Independiente Santa Fe Bogotá).
Łącznie w lidze argentyńskiej Pontoni zdobył w 212 meczach 132 bramki (w tym dla San Lorenzo w 102 meczach 66 bramek). W reprezentacji Argentyny grał w okresie 1941-1947. Rozegrał w niej 20 meczów i zdobył 19 goli. Trzykrotnie wygrał Copa América – w roku 1945, 1946 i 1947. Posiadał silny strzał, a do tego znakomitą technikę i zmysł do gry kombinacyjnej.